# موگر (اسپانیا)
موگر (به اسپانیایی: Moguer) یک دهستان و شهر در اسپانیا است که در استان اوئلوا واقع شده‌است. موگر ۲۰۴ کیلومتر مربع مساحت و ۲۱٬۲۰۹ نفر جمعیت دارد و ۵۱ متر بالاتر از سطح دریا واقع شده‌است.